# На берегу большой реки
«На берегу большой реки» — советский художественный фильм 1980 года. Снят по мотивам рассказа Бориса Лапина «Разноцветье-разнотравье».

## Сюжет
На большую сибирскую стройку приезжает совсем ещё юная девятнадцатилетняя девушка Настя. Она мечтает стать сварщицей, но на эту работу вакансий пока не оказывается, и ей приходится начинать свою трудовую деятельность в столовой. А после того, как местный детский сад остаётся без воспитателя, то лучшей кандидатуры, чем Настя, просто никто себе и представить не может. Она очень любит малышей, а главное — они отвечают ей взаимностью.
И вот однажды во время грозы происходит несчастный случай: катер, перевозящий рабочих через реку, теряет управление и разбивается о камни. Сиротами остаются трое детей. Не позволяя руководству стройки отправить их в детский дом, Настя решает этих детей усыновить. Этот поступок стал серьёзным испытанием для девушки и её возлюбленного.

## В ролях
- Ольга Бобылёва — Настя Тимофеева
- Владимир Каширин — Сергей, жених Насти
- Любовь Реймер — Зойка
- Ирина Савина — Нэлка
- Анатолий Низовцев — Володя
- Николай Лавров — Денис Радов
- Олег Мокшанцев — Василий Васильевич Лубенцов
- Яна Аршавская — Леночка Белова
- Валентина Владимирова — Марья Тихоновна, повариха

## Съёмочная группа
- Авторы сценария: Вера Кудрявцева, Владимир Лобанов
- Режиссёр: Николай Гусаров
- Оператор: Владимир Макеранец
- Художник: Валерий Лукинов
- Композитор: Константин Баташов
- Звукорежиссёр: Борис Ефимов

## Критика
Кинокритик О. Солоухина, отметив некоторые просчёты авторов фильма в изображении внутреннего мира персонажей, заключила, что авторы всё же сумели ощутить и драматизм материала, и его воспитательную силу. У критика вызвало уважение то, что дебютанты Н. Гусаров и О. Бобылёва вошли в искусство с «душой, открытой добру».